# Szymon Czechowicz
Szymon Czechowicz (Cracóvia, 22 de julho de 1689 – Varsóvia, 21 de julho de 1775) foi um proeminente pintor polonês do barroco, considerado um dos mais talentosos pintores da pintura sacra do século XVIII na Polônia. Especializou-se em efígies sublimes de figuras pintadas. Estabeleceu uma escola de pintura que lhe deu uma grande influência na arte polonesa.